# Герб на Куба
Кубинският държавен герб е официалният герб на Куба. Създаден е от Мигел Теурбе Толон и е приет на 24 април 1906 г.